# Geomys breviceps
Geomys breviceps är en däggdjursart som beskrevs av Baird 1855. Geomys breviceps ingår i släktet Geomys och familjen kindpåsråttor. Inga underarter finns listade i Catalogue of Life. Wilson & Reeder (2005) skiljer mellan två underarter.
Artepitet i det vetenskapliga namnet är bildat av de latinska orden brevis (kort) och ceps (huvud).

## Utseende
Hos arten är huvud och bål ungefär lika bred och halsen är bara lite smalare. Bålen blir lite smalare från axlarna mot svansens ansats. Ovansidans päls bildas av hår som är ljusbruna till svarta och undersidan är oftast lite ljusare. Huvudet kännetecknas av små ögon och av rudimentära öron. Den korta och tjocka svansen bär bara några enstaka hår närmast bålen. Påfallande är de stora och böjda klorna vid framtassarna. Bakfötternas klor är jämförelsevis små. Geomys breviceps blir med svans 19,2 till 22,2 cm lång, svanslängden är 5,4 till 6,7 cm och bakfötterna är 2,3 till 2,8 cm långa. I varje käkhalva förekommer 1 framtand, ingen hörntand, 1 premolar och 3 molarer, alltså 20 tänder i hela tanduppsättningen.
Endast efter utseende kan Geomys breviceps inte skiljas från Geomys attwateri och Geomys bursarius. De avviker i några detaljer av kraniets konstruktion och ännu tydligare i sina genetiska egenskaper.

## Utbredning
Denna gnagare förekommer i östra Texas, södra Oklahoma, västra Louisiana och kanske i västra Arkansas. Habitatet utgörs av gräsmarker med några träd eller buskar.

## Ekologi
Individerna gräver underjordiska tunnelsystem med gångar som kan vara 80 meter långa när de räknas ihop. Dessutom ingår några kamrar i boet. Vid utgångarna skapas högar som påminner om mullvadshögar. Arten äter rötter, gröna växtdelar och stjälkar. Honor har mellan februari och augusti upp till två kullar. De flesta ungar föds i april och i juni/juli. Per kull föds i genomsnitt 2,6 ungar. Cirka tre månader efter födelsen blir individer av honkön könsmogna.
Boets tunnlar har en diameter av cirka 6 cm och de ligger 10 till 68 cm under markytan. Högarna vid utgångarna kan ha en diameter av 180 cm och en höjd av 30 till 60 cm. Hålrummet där gnagaren sover ligger under sommaren i högen och under vintern upp till 30 cm under markytan. Nästet där ungarna uppfostras fodras med hundtandsgräs. Gångar som inte längre används stängs med en propp av jord.
Födan transporteras med hjälp av kindpåsarna till boet. I artens blindtarm och tjocktarm lever många bakterier som är nyttiga för nedbrytningen av cellulosa. Dessutom dokumenterades individer som åt sin spillning (koprofagi). Geomys breviceps jagas bland annat av ormen Lampropeltis getula, av virginiauv, rödstjärtad vråk, långsvansad vessla och strimmig skunk.

## Relation till människor
Geomys breviceps betraktas i lantbruksområden som skadedjur när den äter grödor och grönsaker. Husdjur kan skada sig när de trampar på gnagarens bon. Arten bekämpas med fällor och gift. Trots allt är hela populationen stabil. IUCN kategoriserar arten globalt som livskraftig.